# F16C
F16C (früher auch CVT16) bezeichnet eine Befehlssatzerweiterung für Mikroprozessoren von Intel und AMD zur leichteren Umrechnung von Gleitkommazahlen unterschiedlicher Präzision.

## Geschichte
Am 1. Mai 2009 wurde diese Befehlssatzerweiterung von AMD unter dem Namen CVT16 angekündigt. Sie stellt in überarbeiteter Form einige Befehle der SSE5-Erweiterung zur Verfügung und fungiert als Bindeglied zu Intels AVX-Erweiterung. Seit 2012 werden diese Befehle auch von Intel verwendet.

## Funktion
Die Befehlssatzerweiterung erleichtert das Konvertieren von Gleitkommazahlen halber Genauigkeit (16 Bit) in Gleitkommazahlen einfacher Genauigkeit (32 Bit) und umgekehrt, womit auch eine Verlagerung von XMM-Registern in YMM-Register verbunden ist.

## Technische Information
Es gibt Varianten des Befehlssatzes, die vier Gleitkommawerte in ein XMM-Register oder acht Gleitkommawerte in ein XMM-Register und ein YMM-Register verschieben.
Die Befehlsnamen VCVTPH2PS und VCVTPS2PH sind Kürzel für "vector convert packed half to packed single", (Vektorumwandlung halb gepackt nach einfach gepackt) und umgekehrt.
- VCVTPH2PS xmmreg,xmmrm64 wandelt vier Gleitkommawerte halber Genauigkeit im Speicher oder in der unteren Hälfte eines XMM-Registers in vier Gleitkommawerte einfacher Genauigkeit in einem XMM-Register.
- VCVTPH2PS ymmreg,xmmrm128 wandelt acht Gleitkommawerte halber Genauigkeit im Speicher oder einem XMM-Registers (der unteren Hälfte eines YMM-Registers) in acht Gleitkommawerte einfacher Genauigkeit eines YMM-Registers.
- VCVTPS2PH xmmrm64,xmmreg,imm8 wandelt vier Gleitkommawerte einfacher Genauigkeit in einem XMM-Register in Gleitkommawerte halber Genauigkeit im Speicher oder der unteren Hälfte eines XMM-Registers.
- VCVTPS2PH xmmrm128,ymmreg,imm8 wandelt acht Gleitkommawerte einfacher Genauigkeit in einem YMM-Register in Gleitkommawerte halber Genauigkeit im Speicher oder der unteren Hälfte eines XMM-Registers.

Das unmittelbare 8-bit-Argument  imm8 bei VCVTPS2PH gibt die Form der Abrundung vor. Die Werte '0' - '4' legen die Rundungform fest (Nächster Wert / abrunden / aufrunden / löschen). Dadurch wird auch der Modus für MXCSR.RC vorgegeben.
Das Bit 29 des Registers ECX zeigt die Unterstützung für diese Befehle nach Abfrage durch CPUID mit EAX=1 an.